# Batalha de Sarmisegetusa
Batalha de Sarmisegetusa (chamada também de Sarmizegetusa) foi o confronto final da Campanha dácia de Trajano, o cerco de Sarmisegetusa, a capital da Dácia, em 106, entre o exército imperial romano e os dácios liderados pelo rei Decébalo.

## Contexto
Por causa da ameaça representada pelos dácios à expansão do Império Romano para o oriente, o imperador romano Trajano decidiu, em 101, invadir a Dácia. O conflito começou em 25 de março e as tropas romanas, com quatro legiões (X Gemina, XI Claudia, II Traiana Fortis e XXX Ulpia Victrix) derrotou os dácios. Porém, ele resolveu adiar o assalto final à capital inimiga para reorganizar suas tropas e exigiu pesadas concessões de Decébalo: ele teria que ceder partes de seu reino, incluindo Banat, Tara Haţegului, Oltênia e Muntênia, na região sudoeste da moderna Transilvânia; teria que entregar todos os desertores romanos capturados por suas tropas e todas as suas máquinas de guerra. Ao retornar a Roma, Trajano foi recebido como um líder vitorioso e recebeu o cognome "Dacicus" ("Dácio"), que ele fez questão de colocar em suas moedas cunhadas na época.
Porém, entre 103 e 105, Decébalo deixou de respeitar as condições impostas por Trajano e, como retaliação, o imperador se preparou para uma campanha final para aniquilar completamente o reino vizinho e conquistar sua capital. O cerco a Sarmisegetusa ocorreu em 106 e estima-se que os Dácios conseguiram reunir menos de 20 000 homens em condições de combate para repelir a invasão.

## Avanço
As forças romanas se aproximaram da capital dácia em três colunas. A primeira cruzou a ponte construída por Apolodoro de Damasco e seguiu pelos vales dos rios Cerna e Timis até Timisco. Dali, ela se virou para o vale do rio Bistra, atravessando a depressão de Tara Haţegului depression. Já havia nestes locais várias guarnições romanas, resultado das concessões da primeira guerra, o que facilitou o avanço. A coluna atravessou ainda Valea Cernei, Haţeg e Valea Streiului, destruindo fortalezas dácias em Costesti, Blidaru e Piatra Rosie.
Acredita-se que a segunda coluna tenha cruzado o Danúbio em algum lugar perto da antiga Sucidava e depois marchado para o norte através do vale do rio Jiu, encontrando-se com a primeira coluna em Tara Haţegului. As duas forças combinadas começaram os ataques na região dos montes Şurianu, encontrando uma desesperada, mas ineficaz, resistência dácia.
A terceira coluna, provavelmente liderada pelo próprio Trajano, avançou pela Muntênia oriental, cruzou os Cárpatos perto do moderno Castelo de Bran e marchou para oeste através da Transilvânia meridional.
O resto das tropas partiu da Mésia Inferior e passou por Bran, Bratocea e Oituz, destruindo as fortalezas dácias entre Cumidava (moderna Rasnov) e Angustia (Romênia) (atual Brețcu). Na batalha pela conquista de Sarmisegetusa participaram as seguintes legiões: II Adiutrix, IV Flávia Felix e um vexillatio da VI Ferrata, que até então estava lotado na Judeia. As forças de Trajano então envolveram completamente a capital dácia.
Acredita-se que outras unidades romanas atacaram povoações dácias até o rio Tisza (norte) e a Moldávia (leste). No oeste, os assentamentos dácios, como Ziridava, foram completamente destruídos. Porém, Moldávia e Maramureş, na moderna Romênia, nunca fizeram parte da Dácia romana.

## Cerco
O único registro histórico do cerco é a Coluna de Trajano, uma fonte bastante controversa. Debate-se entre os especialistas inclusive se os romanos de fato lutaram por Sarmisegetusa ou se os dácios destruíram sua capital antes de fugirem das legiões que avançavam para tomá-la. A maior parte dos historiadores, contudo, concorda que houve de fato um cerco.
O primeiro assalto foi repelido pelos defensores e os romanos bombardearam a cidade com armas de cerco enquanto construíam uma torre de assalto para ultrapassar as muralhas. As legiões também rodearam completamente a cidade com uma circunvalação (em latim: circumvallatio). 
Finalmente, os romanos destruíram os aquedutos de Sarmisegetusa e obrigaram a rendição dos defensores antes de incendiarem a cidade. As forças romanas invadiram o santuário sagrado dos dácios, aclamaram o imperador Trajano e arrasaram completamente a fortaleza. A IV Flavia Felix acampou no local para vigiar as ruínas e garantir que a cidade não seria reconstruída. Depois do cerco, Bicilis, um confidente de Decébalo, traiu seu rei e levou os romanos até o tesouro dácio, escondido no leito do rio Sergetia (segundo Dião Cássio), que, segundo Jerome Carcopino, consistia de 165 toneladas de ouro e 331 toneladas de prata.

## Consequências
Decébalo e muitos de seus seguidores escaparam das legiões antes e durante o cerco e foram para o oriente, provavelmente na direção da fortaleza de Ranisstorum, cuja localização se perdeu, apenas para serem capturados pela cavalaria romana. Sabendo do tratamento brutal dispensado aos prisioneiros de guerra romanos, Décebalo se matou para não ser capturado. Sua cabeça e seu braço direito (o da espada) foram presenteados ao imperador Trajano. 
Os romanos reorganizaram a Dácia como uma província romana e construíram uma nova capital a quarenta quilômetros de distância da antiga Sarmisegetusa, chamada "Colonia Ulpia Traiana Dacica Augusta Sarmizegetuza". O Senado Romano celebrou a fundação da nova cidade ordenando a cunhagem de um sestércio dedicado ao "optimus princeps".  
As perdas sofridas pelos dácios foram enormes, mas os romanos também tiveram pesadas perdas. A primeira revolta dácia contra o domínio romano coincidiu com a morte de Trajano, em 117, o que revela o impacto que a figura do imperador tinha entre os dácios na época. 